# Sikule (jezik)
Sikule jezik (sichule, sikhule, wali banuah; ISO 639-3: skh), jedan od dva niaska jezika kojim govori 20 000 ljudi na indonezijskom otoku Simeulue pred sumatranskom obalom.
Srodan je niaskom jeziku. Dijalekti su mu lekon i tapah. 

## Vanjske poveznice
- Ethnologue (14th)
- Ethnologue (15th)